# 広森山

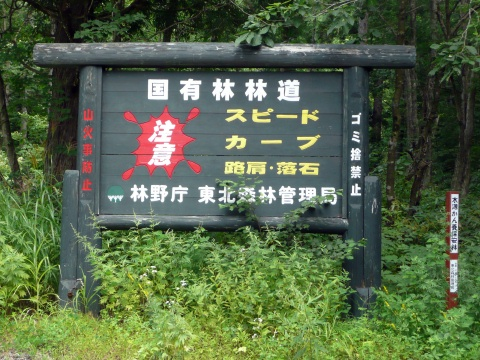
冷川林道に設置されている看板

広森山（ひろもりやま）は、秋田県鹿角市にある山である。

## 概要
標高639.4m。広森川（米代川水系支流大湯川支流大清水川支流）流域に位置する。一帯は、根曲筍（チシマザサ）など山菜が採れる。
上流域（北方向）へ進むと、十和田湖外輪山に至る。
下流には水力発電所や滝がいくつもあるので、自然保護や水源保全に力を入れている。山内にはツキノワグマが生息している。
山内には、国道104号から分岐する冷川林道が設けられている。